# Armand Petitjean
Armand Petitjean (* 30. Mai 1884 in Saint-Loup-sur-Semouse, Département Haute-Saône, Frankreich; † 28. September 1969) war ein französischer Geschäftsmann, Parfümeur und Gründer der Luxusmarke Lancôme, die fünf Jahre vor seinem Tod in den Besitz des Kosmetikkonzerns L’Oréal überging.

## Leben
Armand Petitjean, ein Abenteurer, gründete zu Beginn seiner beruflichen Laufbahn ein Importunternehmen in Südamerika und ließ sich in Santiago nieder. Nachdem er dank des damaligen Außenministers Frankreichs Philippe Berthelot dem Ersten Weltkrieg entgangen war, wandte er sich in Brasilien und Argentinien der Diplomatie zu, verzichtete aber nach dem Krieg auf einen Botschafterposten in Brasilien, um sich erneut den Geschäften zu widmen.
François Coty, der bedeutendste Parfümeur der damaligen Zeit, beauftragte Petitjean zunächst mit der Leitung seiner brasilianischen Niederlassung und ernannte ihn Ende der 20er Jahre zum Generaldirektor des französischen Mutterhauses. Im Rahmen dieser Tätigkeit erwarb er Fertigkeiten und Fähigkeiten und entwickelte die für die Parfümschöpfung unerlässliche „Nase“, das heißt die Gabe, aus einem Parfümflakon die Duftzusammensetzung herauszuriechen und zu reproduzieren, beziehungsweise selbst erlesene Duftnoten zusammenzustellen.
Nach dem Tod von François Coty verließ Petitjean das Unternehmen, um seine eigene elitäre Luxusmarke für Parfüm und Kosmetik zu gründen, nicht ohne gleichzeitig eine Reihe von Cotys Mitarbeitern abzuwerben: die Brüder d’Ornano für den kommerziellen Bereich, den Glaskünstler Georges Delhomme für den Entwurf der Flakons und Schatullen, den Chemiker Pierre Vélon und den Juristen Edouard Breckenridge. Das Sekretariat übernahm Madame Petitjean. Die Parfüms entwickelte Petitjean selber, so wie er auch die begleitenden Texte entwarf. Mehrere Monate lang dienten Petitjeans Familiensitz „Les Vallières“ in Ville-d’Avray und die dazugehörige Garage der Entwicklung des Projektes.
Das am 21. Februar 1935 unter dem von dem französischen Schloss Lancosme abgeleiteten Namen Lancôme gegründete Unternehmen brachte bereits einen Monat später fünf Parfüms, zwei Eaux de Cologne, ein Puder und mehrere Lippenstifte auf den Markt. In extremis gelang es Petitjean, die Teilnahme an der Weltausstellung in Brüssel zu arrangieren, wo die Marke offiziell lanciert und prompt prämiert wurde. Die Einrichtung einer eigenen Fabrik in Courbevoie und einer Boutique in der noblen Rue du Faubourg Saint-Honoré (Hausnummer 29) gingen der spektakulären Entwicklung des Unternehmens voraus, das in sechs Monaten 31 Märkte erobert hatte, und dessen Umsatz im Ausland bald die Höhe des inländischen erreichte.
Ohne sich durch die Ereignisse des Zweiten Weltkrieges und die Besetzung von Paris durch deutsche Truppen beirren zu lassen, gründete Petitjean mit unermüdlichem Schöpfergeist im Februar 1942 die Ecole Lancôme genannte hauseigene Schule, in welcher er sein „Charme-Kommando“ ausbilden ließ, Kosmetikerinnen und Botschafterinnen für die Eroberung neuer Märkte in der ganzen Welt. Trotz der Bombardierung des Werkes in Courbevoie erreichte die Produktion, die im Jahr 1936 bei 29.600 Flakons lag, im Jahr 1946 eine Anzahl von 720.000 Flakons, so dass sich in den 50er Jahren das Werk in Courbevoie als zu klein erwies. Eine neue Fabrik entstand in den Jahren von 1957 bis 1962 in Chevilly-Larue in der Nähe des Flughafens Orly inmitten eines großen Rosengartens.
In der Zwischenzeit hatte sich die Produktpalette bei sinkenden Verkaufszahlen immer weiter vergrößert und es scheiterte ein geplanter Vorstoß auf dem amerikanischen Markt, wo Lancôme mit einem Kosmetikstudio in dem New Yorker Warenhaus Saks und zehn auserlesenen Luxusboutiquen vertreten war. Grund für die Einbußen an Marktanteilen war die inexistente Marktstrategie und die Tatsache, dass Armand Petitjean es kategorisch ablehnte, die luxuriösen, kunstvollen und kostspieligen Lippenstift-Hülsen durch preisgünstigere Einweghülsen zu ersetzen. In dieser kritischen Zeit überließ er 1951 im Alter von 67 Jahren das Unternehmen seinem Sohn Armand Marcel, der zwar auf der Weltausstellung von 1959 in Brüssel eine Goldmedaille und ein Ehrendiplom für Lancôme in Empfang nahm, die Gesellschaft aber trotz einer Reorganisation und Modernisierung nicht retten konnte und sie im Jahr 1964 an L’Oréal verkaufte.
Armand Petitjean starb im Jahr 1969.

## Auszeichnungen
- 1956: Große Ehrenmedaille der Stadt Paris